# كلغة درة يك (قيلاب)
کلغة درة یك (بالفارسية: کلگه‌دره یک) هي قرية تقع في قسم قيلاب الريفي، بمقاطعة أنديمشك التابعة لمحافظة خوزستان، إيران. يقدر عدد سكانها بـ 295 نسمة حسب الإحصاء السكاني الذي تمّ في عام 2006.